# André Jourdan
André Jourdan (* 18. August 1920 in Valenciennes; † 2. Juli 1954 in Madrid) war ein französischer Jazz-Schlagzeuger. Er war zeitweise Mitglied des Nouveau Quintette du Hot Club de France von Django Reinhardt in den 1940er Jahren.
Ende der 1930er Jahre spielte er in Lokalen in Nordfrankreich (Valenciennes, Lille) mit dem Pianisten Jack Diéval. 1941 war er in Paris und begleitete den Pianisten Charlie Lewis auf einem Medley von Chansons von Charles Trénet. Mit Lewis und dem Bassisten Sigismond Beck spielte er auch im Trio und begleitete den Akkordeonspieler Émile Carrara. 1942 ersetzte er Pierre Fouad als Schlagzeuger im Quintett von Django Reinhardt. 1943 nahm er mit Gus Viseur in Brüssel auf (wobei Viseur ihm die Komposition Jourdan Stomp widmete). 1947 bis 1949 spielte er im Orchester von Aimé Barelli. Anfang 1955 spielte er im Orchester von Jacques Hélian. Er hatte psychische Probleme und stürzte sich auf einer Tournee mit dem Orchester von Bernard Hilda in Madrid aus dem Fenster seines Hotelzimmers.
Nach Tom Lord war er 1941 bis 1955 an 61 Aufnahmen beteiligt.